# Rangitoto (isola)
Rangitoto è un'isola vulcanica
vicino alla città di Auckland in Nuova Zelanda.
È alta 260 metri. Ha una forma simmetrica a cono ed è visibile da Auckland. È il più recente tra i 48 vulcani che si trovano intorno ad Auckland. Il vulcano si è formato negli ultimi mille anni per una serie di eruzioni e ha smesso di eruttare solo 500 anni fa.
Il nome completo dell'isola Rangitoto in lingua māori Nga Rangi-i-totongia-a Tama-te-kapua (i giorni del Tama-te-kapua sanguinante). Tama-te-kapua era il capitano maori della piroga di Arawa, che fu gravemente ferito sull'isola.
L'isola si può visitare con un traghetto che parte dalla città di Auckland. Un giorno è sufficiente per salire e scendere dalla montagna, dalla quale si può vedere un panorama sul porto della città.